# 亀山雲平
亀山 雲平（かめやま うんぺい、1822年2月11日（文政5年1月20日） - 1899年（明治32年）5月6日）は幕末から明治にかけ、姫路藩士、儒学者、神官、また教育者として活動した人物。名は初め恭吉、のち式毅、由之、敬佐、源五右衛門、美和、雲平を名乗る。号は曳庵、節宇。昌平黌に学び大目付として幕末期の藩政に携わるとともに、明治以後は姫路市灘に開いた「観海講堂」で後進の指導に尽くし「播磨聖人」と呼ばれた。

## 生涯

### 生い立ち、修学時代
1822年（文政5年）、姫路藩士亀山百之、頼家夫妻の次男として姫路に生まれる。亀山家は曾祖父・成賢、祖父・成将、父・百之と学に親しみ、特に祖父と父は山崎闇斎門下（崎門学派）の朱子学を学んでいた。こうした環境で幼い頃から父から学問の手ほどきを受けるが、父・百之は1831年（天保2年）、雲平10歳の時に死去する。
1832年（天保3年）からは藩校・好古堂に入り、角田心蔵に師事する。また姫路藩家老・河合寸翁が開いた仁寿山黌にも学んだ。
1843年（天保14年）、兄・剛毅が急死し、悲嘆に暮れつつも亀山家の家督を相続し、140石を受ける。その後も学問に励み、同年には藩主・酒井忠宝より金5両を拝領したほか、1846年（弘化3年）12月には25歳にして好古堂助教授に任ぜられている。
1850年（嘉永3年）、藩の抜擢を受けて江戸に上り、昌平黌（昌平坂学問所）で学ぶこととなる。昌平黌では佐藤一斎の門下につき、全国から集まった秀才たちの中で頭角を現し、のちの教育者としての素地を形づくる。

### 姫路藩大目付として
1853年（嘉永6年）、昌平黌を去る。1855年（安政2年）6月には好古堂教授、翌年7月には江戸在番に任じられている。
1861年（文久元年）、40歳の時、藩主・酒井忠顕の命により大監察（大目付）に抜擢される。当時姫路藩でも尊皇派と佐幕派の争いが起こっており、1864年（元治元年）には、佐幕派の家老・高須隼人が尊皇派の弾圧を実行する（甲子の獄）。しかしこの際、佐幕派と見なされていたにもかかわらず雲平は大目付として関係者の一律死罪に強く反対し、ついにはその意見を押し通している。
1868年（明治元年）1月、鳥羽・伏見の戦いでは姫路藩は幕府方につき大敗、同月には姫路城に岡山藩の攻撃を受けることとなる。雲平はこの際、砲撃の中敵陣に赴いて恭順の意を伝え、無事無血開城を成功させた。

### 教育者として
1871年（明治4年）、長男・亨に家督を譲り隠居、以後「雲平」を名乗る。
時に姫路の灘地区では、雲平も学んだ仁寿山黌が1842年（天保13年）に藩校・好古堂に吸収されて以来、学問の場の不在が問題となっていた。昌平黌にも学んだ雲平はかねてより同地の人からの期待を受けており、再三にわたり慫慂を受けていた。雲平は下見に訪れた松原村の致景と人々の活気に惹かれ、1873年（明治6年）7月に松原八幡神社の祠官となり、境内に「久敬舎」という書院を開いて学問を講じることにした。
1884年（明治17年）、教え子の増加に伴い新たに塾舎を建て、「観海講堂」とその名を改めた。その教育方針は朱子学を基礎とし、塾生には自発的な学習意欲を求めまた詩文も重んじつつも、座右の銘とした「国爾忘家」の言葉の通り、究極的には国に尽くす無私の人材の育成を目指した。その門弟は3000人を数えると言われる。
1899年（明治32年）5月6日、病のため死去。78歳。葬儀委員長は雲平とともに「姫路の三山」と呼ばれた国学者・庭山武正が務め、その葬列は松原村の観海講堂から姫路景福寺まで続いたという。
その生活は質素そのものであったが、周囲の人間に対しては豊かでない中でも援助を惜しまなかった。残る手紙の文面からは、その「几帳面かつ誠実な人柄」が窺えると評されている。また名高い「灘のけんか祭り」の隆盛にも貢献があった。

## 著書
- 新撰標註純正蒙求校本（3冊）
- 国体一班（2冊）
- 標註弘道館記述義（2冊）
- 弘道館記述義字解（1冊）
- 小学先哲史談（4冊）
- 近古名家小品文範（3冊）
- 記事論説作例軌範（2冊）